# Езеј е Ришкур
Езеј е Ришкур (фр. Aisey-et-Richecourt) насеље је и општина у источној Француској у региону Франш-Конте, у департману Горња Саона која припада префектури Везул.
По подацима из 2011. године у општини је живело 104 становника, а густина насељености је износила 13,33 становника/km². Општина се простире на површини од 7,8 km². Налази се на средњој надморској висини од 220 метара (максималној 317 m, а минималној 216 m).

## Демографија
| 1962. | 1968. | 1975. | 1982. | 1990. | 1999. | 2011. |
| ----- | ----- | ----- | ----- | ----- | ----- | ----- |
| 137   | 124   | 114   | 104   | 125   | 141   | 104   |

График промене броја становника у току последњих година